# کوپنس ۱۷۲۸۵۰
سیارک ۱۷۲۸۵۰ (به انگلیسی: 172850 Coppens، نامگذاری:2005EU27) صد و هفتاد و دو هزار و هشتصد و پنجاهمین سیارک کشف شده‌است که در ۳ مارس ۲۰۰۵ کشف شد.